# アレクサンドル・ヒンチン
アレクサンドル・ヤコヴレヴィチ・ヒンチン（露: Алекса́ндр Я́ковлевич Хи́нчин、英: Aleksandr Yakovlevich Khinchin、1894年7月19日 - 1959年11月18日）は、ロシア人数学者であり、ソビエト連邦における確率論の大家。カルーガ州コンドロヴォ出身。1916年にモスクワ大学を卒業し、6年後に教授となり、亡くなるまで教授職を務め続けた。
当初、実解析を研究していたが、後に確率論や数論に測度論の手法を適用する研究を行った。1924年に重複対数の法則を発見し、極限定理についても重要な成果を挙げ、定常過程を定義してその理論的基盤も確立し、現代確率論の基礎を築いた。ディオファントス近似の測度論についても重要な貢献をし、単純な実連分数についても重要な成果を確立し、ヒンチンの定数と呼ばれる属性を発見した。統計力学においても確率論の手法を使った重要な業績を残しており、他にも情報理論、待ち行列理論、解析学にも業績を残している。
1939年、ヒンチンはロシア科学アカデミーの член-корреспонде́нт (英: Corresponding Member) に選ばれた。1941年にはソビエト連邦国家賞を受賞し、他にもレーニン勲章を含むいくつかの勲章やメダルを授与されている。